# A Night at the Opera (album de Queen)
Pour les articles homonymes, voir A Night at the Opera.
Albums de Queen
Sheer Heart Attack
(1974) A Day at the Races
(1976)
Singles
1. Bohemian Rhapsody
Sortie : 31 octobre 1975
2. You're My Best Friend
Sortie : 18 mai 1976

A Night at the Opera est le quatrième album studio du groupe de rock britannique Queen, sorti en novembre 1975. Devenus célèbres avec leur album précédent, les membres du groupe sont toutefois en proie à des problèmes financiers. Ils se libèrent alors de leur contrat avec les studios Trident et retournent aussitôt enregistrer un nouvel album avec l'aide de Roy Thomas Baker. Enregistré sur une période de quatre mois dans six studios différents avec des techniques de production élaborées, il est considéré, à l'époque de sa sortie, comme l'album de rock le plus coûteux jamais produit.
Accueilli par des critiques globalement favorables, l'album est porté par le retentissement du single Bohemian Rhapsody et connaît un important succès commercial, devenant le premier album de Queen à atteindre la première place du hit-parade au Royaume-Uni. Artistiquement ambitieux, il aborde des genres musicaux très variés et définit le style du groupe.

## Genèse

### Contexte
Queen est un groupe de rock créé à Londres en juin 1970 par le chanteur et pianiste Freddie Mercury, le guitariste Brian May et le batteur Roger Taylor. Le bassiste John Deacon rejoint la formation en février 1971. Les débuts sont difficiles et il s'écoule dix-huit mois entre la fin de l'enregistrement de leur premier album et sa sortie en juillet 1973. L'album passe inaperçu auprès du grand public. Dans l'intervalle, en novembre 1972, les membres du groupe signent un contrat avec Norman et Barry Sheffield, propriétaires des studios Trident, qui fait des deux frères à la fois leurs producteurs et leurs agents. La formation perfectionne ses techniques d'enregistrement et ses harmonies vocales avec Queen II, album publié en mars 1974 qui leur apporte la notoriété au Royaume-Uni. Sheer Heart Attack, le troisième album du groupe sorti en novembre 1974, est à la fois plus accessible et plus diversifié musicalement, et connaît un succès international.
Cependant, en mai 1975, au retour d'une tournée mondiale qui a vu les membres du groupe être accueillis en véritables stars, particulièrement au Japon, la réalité de leur condition précaire les rattrape. En effet, ils sont lourdement endettés auprès des frères Sheffield, qui ont investi plus de 200 000 £ en termes d'équipement, de location de studios et de promotion, et qui ne leur octroient qu'un salaire de soixante £ par semaine, le reste de leurs gains servant à éponger leur dette. Selon les mots de Brian May, ils prennent conscience que c'est « un gros handicap que notre manager soit notre maison de disques, on n'avait personne pour nous représenter ». Ils engagent alors John Reid, déjà agent d'Elton John, pour défendre leurs intérêts. John Reid et l'avocat Jim Beach négocient en août 1975 avec les Sheffield pour résilier le contrat du groupe. Les Sheffield demandant 100 000 £ et 1 % des royalties de leurs six prochains albums, Reid et Beach concluent un accord avec EMI, qui accepte d'avancer à Queen la somme nécessaire et détient désormais les droits de publication de leurs albums,.

### Enregistrement
Enfin libérés de leur contrat avec Trident, les musiciens retrouvent la créativité qui les fuyait depuis leur retour au Royaume-Uni et décident « de ne se poser aucune limite ». Désireux de sortir leur nouvel album au plus vite, ils écrivent leurs chansons séparément et se retrouvent régulièrement pour les retravailler ensemble. Ce processus ne va pas sans mal, notamment pour Brian May qui regrette que le groupe ne soit pas plus lié émotionnellement. Après trois semaines de répétitions dans le Herefordshire, les membres de Queen prennent le 24 août leurs quartiers aux studios Rockfield, isolés dans la campagne du pays de Galles, en compagnie de Roy Thomas Baker, leur réalisateur artistique depuis leurs débuts, qui vient lui aussi de quitter Trident pour produire leur nouvel album. Le rôle principal de Roy Thomas Baker est de discipliner la créativité du groupe sans pour autant la brider.
Freddie Mercury prépare méticuleusement Bohemian Rhapsody, morceau que sa complexité rend difficile à appréhender par les trois autres membres de Queen, qui surnomment la chanson « le truc à Freddie ». Le groupe enregistre d'abord les instruments des parties « ballade » et « hard rock » de la chanson, réservant de la place sur la bande magnétique pour la « section opératique ». Les chœurs sont ensuite enregistrés, « une harmonie vocale à la fois », avant le chant principal, pratique peu courante mais rendue nécessaire par la structure du morceau. Roy Thomas Baker finit par se retrouver avec environ 180 voix en overdubs sur la bande, Brian May affirmant plus tard que celle-ci était usée jusqu'à la corde à force de passer et « qu'en la tenant à la lumière, on pouvait voir au travers », ce qui nécessite un transfert des données.
Le groupe quitte Rockfield vers la fin septembre pour continuer ses sessions à Londres afin de réaliser le mixage de Bohemian Rhapsody et d'enregistrer d'autres chansons. Ce n'est qu'une fois le mixage terminé que les membres du groupe, Freddie Mercury inclus, se rendent compte de l'ampleur de leur création. Queen enregistre dans cinq différents studios londoniens : Sarm East, Olympic, Scorpio, Roundhouse et Lansdowne, et parfois dans trois simultanément,. Pour Good Company, Brian May passe des journées entières à tenter de reproduire des sons de trompettes et de trombones avec sa guitare, ses trois comparses passant régulièrement le voir en lui disant à chaque fois que son travail n'avance pas beaucoup, ce qui exaspère le guitariste.
Les sessions d'enregistrement, qui s'étalent sur quatre mois, sont éprouvantes en raison du caractère perfectionniste du groupe et les quatre membres de la formation terminent celles-ci épuisés mentalement et physiquement. Avec un coût d'enregistrement s'élevant à environ 40 000 £, l'album est considéré à l'époque comme le plus cher jamais produit.

## Parution et accueil

### Sortie et promotion
Freddie Mercury persuade, non sans difficulté, le reste du groupe que Bohemian Rhapsody doit être le premier single de l'album. Cette décision cause de fortes réticences chez EMI, qui estime qu'aucune radio ne voudra passer une chanson aussi longue et suggère de l'écourter, proposition rejetée par le groupe. Elle est mise à l'antenne pour la première fois par l'animateur radio Kenny Everett, un ami de Freddie Mercury qui adore ce morceau et qui brave l'interdiction faite par EMI de la diffuser en la passant quatorze fois en deux jours pour le plus grand plaisir de nombreux auditeurs conquis. Convaincus par les réactions enthousiastes, les dirigeants d'EMI cèdent enfin à la demande du groupe et Bohemian Rhapsody sort en single le 31 octobre 1975. La chanson entre à la 47e place du classement britannique et entame une irrésistible ascension, atteignant la première place fin novembre. Elle reste à la première place pendant neuf semaines consécutives. Un clip, inspiré de la pochette de Queen II et novateur pour l'époque, est diffusé pour la première fois le 20 novembre lors de l'émission télévisée Top of the Pops.
Un peu avant la sortie de l'album, Queen le fait écouter à Roundhouse en avant-première à une cinquantaine de représentants de l'industrie musicale et de journalistes. Lors de la soirée, Norman Sheffield, qui s'estime visé par les propos virulents de la chanson Death on Two Legs, menace de faire interdire l'album de parution avant de se calmer grâce à une avance sur royalties versée par EMI. L'album est publié le 21 novembre au Royaume-Uni et le 2 décembre aux États-Unis. C'est le premier album de Queen à atteindre la première place de l'UK Albums Chart, ce qu'il fait trois semaines après sa sortie. Le succès de l'album est un énorme soulagement pour le groupe qui avait le sentiment de jouer son va-tout avec lui, Roger Taylor affirmant par la suite : « Si on s'était plantés, on ne s'en serait sûrement pas relevés ». Aux États-Unis, Bohemian Rhapsody se hisse à la 9e place et l'album jusqu'à la 4e pendant la tournée du groupe dans ce pays.
You're My Best Friend, deuxième et dernier single de l'album, sort le 18 mai 1976. C'est la première face A d'un single du groupe à ne pas avoir été écrite par Brian May ou Freddie Mercury. Il atteint la 7e place au Royaume-Uni et la 16e aux États-Unis. Avec le succès viennent aussi les premières querelles au sujet de l'argent car le groupe a décidé au début de sa carrière que les royalties des singles ne seront pas répartis entre ses quatre membres mais versés uniquement aux auteurs des faces A et B des 45 tours. Ainsi, les importantes rentrées d'argent de Bohemian Rhapsody bénéficient seulement à Freddie Mercury et à Roger Taylor, puisque celui-ci a écrit I'm in Love with My Car, face B du single, ce qui provoque l'amertume de Brian May et John Deacon.
Le 21 novembre 2005, en hommage au 30e anniversaire de la sortie du disque, celui-ci est réédité, accompagné d'un disque DVD.
En novembre 2013, l'album est réédité en disque Blu-ray Pure Audio par Universal.

### Accueil critique
À l'époque de la sortie de l'album, Tony Stewart, du New Musical Express, considère que le groupe « fait l'étalage de ses talents de composition et de sa maestria » avec une créativité qui n'avait pas été atteinte depuis les Beatles et que « si c'est l'album le plus coûteux jamais réalisé dans un studio britannique, c'est aussi probablement le meilleur ». Pour Harry Doherty, du Melody Maker, « l'auto-satisfaction » affichée par le groupe dans cet album peut être agaçante mais sa combinaison entre la créativité de Queen II et la maîtrise des techniques de production acquise avec Sheer Heart Attack ajoutées à la maturité croissante du groupe en fait l'un des deux meilleurs albums de l'année avec Siren de Roxy Music. Ray Fox-Cumming, de Record Mirror, affirme que les effets orchestraux sont « éblouissants mais vont et viennent trop vite pour être appréciés en une seule écoute » et que les trois sommets de l'album sont Death on Two Legs, The Prophet's Song et Bohemian Rhapsody alors que la seule mauvaise chanson est Sweet Lady. Kris Nicholson, de Rolling Stone, estime que le groupe présente quelques points faibles, particulièrement « une tendance à l'abstraction lyrique », mais que « sa volonté d'expérimenter le rend intéressant même dans l'échec », et que, d'un autre côté, il a « la capacité d'écrire des chansons pop rock de tout premier plan » et utilise à très bon escient « le canon, les chœurs et l'harmonie vocale ». Robert Christgau écrit dans The Village Voice que l'album manque de cohérence mais parvient à aborder une demi-douzaine de styles différents sans les bâcler tout en « adoptant régulièrement un ton parodique ».
Par la suite, Christophe Caprin, de Hard Rock Magazine, affirme que cet album qui « respire la fraîcheur et possède en son sein quelques-uns des plus grands succès du groupe » est « incontestablement l'album-phare du quartette ». Stephen Thomas Erlewine, du site AllMusic, évoque « un chef-d'œuvre du hard rock délibérément pompeux et ridicule » et un « rock progressif énergique et possédant le sens de l'humour, approche que Queen ne parviendra jamais plus à améliorer ». Pour Paul Rees, du magazine Q, c'est un album « audacieux qui se réjouit de ses propres possibilités » et qui demeure « monumental », comme un symbole parfait du « rock britannique au sommet de son extravagance ». Dominique Leone, de Pitchfork, estime que cet album multiplie les feux d'artifice musicaux sans aucune retenue et que le groupe est alors au sommet de son art. AJ Ramirez, de PopMatters, évoque un « kaléidoscope de styles » qui parvient à ne pas déconcerter l'auditeur car « chaque chanson est parfaitement placée », ce qui en fait un album « époustouflant de créativité et sans équivoque le meilleur du groupe ». David Cavanagh, du magazine Uncut, considère que l'album compte « deux épopées monumentales », Bohemian Rhapsody et The Prophet's Song, et qu'il s'est « immédiatement assuré le statut de classique avec son abondance de chansons grandioses ». Pour le site Sputnikmusic, l'album, particulièrement intéressant par ses nombreuses variations de styles musicaux, marque « l'apogée du rock grandiloquent ».

### Tournée
La tournée promotionnelle de l'album se décompose en quatre phases distinctes. Le groupe joue d'abord une série de 26 concerts au Royaume-Uni qui commence le 14 novembre 1975 au Liverpool Empire Theatre et se termine le 24 décembre à l'Hammersmith Odeon de Londres par un concert retransmis sur la chaîne BBC2. Le 26 novembre, au Free Trade Hall de Manchester, la formation interprète deux représentations le même jour. Les jeux de lumière et autres effets de scène se font de plus en plus sophistiqués, tout comme les tenues portées par Freddie Mercury. Les membres du groupe se rendent compte avant le début de leur tournée que Bohemian Rhapsody pose des problèmes insurmontables pour être jouée en intégralité en live. Après plusieurs tâtonnements, ils adoptent un compromis définitif en jouant le début du morceau, puis en passant un enregistrement de la partie opéra avant de revenir sur scène pour jouer la fin de la chanson.
Queen réalise ensuite une tournée de 33 concerts aux États-Unis du 27 janvier 1976 au 13 mars, se produisant notamment quatre soirs d'affilée au Beacon Theatre de New York et cinq fois en quatre jours au Civic Auditorium de Santa Monica.
Du 22 mars au 4 avril, le groupe joue onze concerts au Japon, où ils sont accueillis encore plus triomphalement que lors de leur premier passage dans ce pays, se produisant trois soirs au Nippon Budokan de Tokyo et assurant un double spectacle, après-midi et soir, à deux reprises à Fukuoka et au Festival Hall d'Osaka. Lors de cette tournée, ils intègrent à leur setlist Father to Son, une chanson de leur deuxième album qu'ils n'interprètent plus en concert par la suite.
Queen termine cette tournée par huit dates en Australie du 11 au 22 avril. Le 17 avril, alors que la formation se produit à Sydney, un incident se produit lorsque la limousine transportant Freddie Mercury à la salle de concert est obligée de rouler au pas pour traverser un champ de foire et qu'une foule hostile insulte copieusement le chanteur. Pour se calmer les nerfs après cette humiliation, celui-ci brise ensuite un miroir sur le crâne de son directeur de tournée.

## Caractéristiques artistiques

### Thèmes et compositions
L'ambition musicale affichée par l'album est comparée à celle de Led Zeppelin IV (1971), Queen cherchant à dépasser ses limites dans ce tourbillon de genres musicaux et « d'harmonies vocales débridées ». L'album frappe surtout par son éclectisme, comportant aussi bien trois chansons qui s'inspirent de la tradition du music-hall, Lazing on a Sunday Afternoon, Seaside Rendezvous et Good Company, que des morceaux relevant des genres du hard rock (Death on Two Legs, Sweet Lady), de la ballade pop (You're My Best Friend, Love of My Life), du rock progressif (The Prophet's Song) ou encore de la musique folk ('39). Le style du groupe arrive avec lui à maturité avec l'importance donnée aux chœurs et au dialogue entre la voix et l'instrumentation
Death on Two Legs, chanson qui comporte des vers comme « You suck my blood like a leech » (« tu me suces le sang comme une sangsue ») et « Was the fin on your back part of the deal, shark? » (« est-ce que l'aileron sur ton dos faisait partie du marché, requin ? »), est considérée, malgré les démentis qu'ont toujours formulés les membres de Queen, comme une attaque en règle contre Norman Sheffield, l'ancien producteur et manager du groupe. Le texte, « davantage déclamé que chanté », est particulièrement mis en avant, Freddie Mercury confiant à ce sujet qu'il modifiait constamment les paroles afin de les rendre « aussi vicieuses que possible ».
Dans Lazing on a Sunday Afternoon, Freddie Mercury chante dans un seau pour créer un effet d'écho. Cette chanson évoque la musique des années 1920 par sa mélodie au piano, et ses paroles décrivent une semaine composée de plaisirs désinvoltes.
I'm in Love with My Car, écrite et interprétée par Roger Taylor est un témoignage de son amour, ainsi que de celui d'un roadie du groupe, des belles voitures, le batteur y intégrant d'ailleurs à la fin des rugissements du moteur de son Alfa Romeo. Les sous-entendus sexuels abondent dans le texte. C'est un morceau musicalement assez simple et dépourvu de riff qui s'appuie sur une rythmique à la batterie et une harmonie autour de quatre accords.
You're My Best Friend, seule composition de John Deacon sur l'album, est une chanson d'amour dédiée à son épouse Veronica construite autour d'une mélodie jouée sur un piano électrique Wurlitzer. Cet instrument prédomine dans cette chanson, annonçant des « sonorités plus expérimentales » dans la musique du groupe, et établit un dialogue avec la voix de Freddie Mercury, laquelle se fait « beaucoup plus douce » à cette occasion.
'39 est une ballade folk composée et chantée par Brian May qui s'accompagne dessus d'une guitare acoustique. Les paroles, inspirées par un récit d'Hermann Hesse, décrivent une histoire de science-fiction dans laquelle le narrateur quitte sa famille pendant un siècle et revient en n'ayant vieilli que d'un an, ce qui est considéré comme une métaphore de l'angoisse du guitariste à être séparé de sa famille en raison de sa carrière. Elle évoque certaines chansons de Bob Dylan par ses sonorités, son harmonie et le timbre de la voix de Brian May.
Sweet Lady, également écrite par Brian May, mêle pop et hard rock avec un son de guitare évoquant The Doobie Brothers. Malgré un tempo relativement lent, le son est puissant et la chanson comporte un riff de guitare « clairement identifiable ». Le texte fait allusion à un homme qui souhaite que sa femme reste avec lui-même s'il estime qu'elle le traite mal.
Seaside Rendezvous est une « ritournelle où se croisent cuivres, paroles en français et harmonies sur un seul mot à la fois ». « Titre particulièrement surprenant » dans ses sonorités, il narre la déclaration d'amour d'un aristocrate, et sa proposition d'un rendez-vous en bord de mer, à l'élue de son cœur.
The Prophet's Song est inspirée à Brian May par un rêve et laisse transparaître l'une de ses principales craintes : « le manque d'empathie et d'interaction » entre les gens. Le guitariste joue d'un koto pour enfants sur ce morceau d'une durée de plus de huit minutes qui rivalise avec Bohemian Rhapsody au niveau de l'ambition avec « son riff wagnérien, son atmosphère biblique et un interlude a cappella impliquant un nombre infini de voix ». Dans cette chanson qui évoque l'arrivée d'un prophète « que les humains devront écouter s'ils veulent sauver la Terre », les chœurs en canon tiennent une place particulièrement importante.
Love of My Life est une ballade sur laquelle le piano de Freddie Mercury est accompagné par Brian May à la harpe, alors que la guitare, la basse et la batterie y sont peu présentes. C'est une chanson d'amour nostalgique et intimiste dont le style est proche du lied et dans laquelle le narrateur implore l'amour de sa vie de revenir vers lui en lui rappelant à quel point cela importe à ses yeux. Selon la plupart des sources, elle a été écrite pour Mary Austin, qui était alors la petite amie de Freddie Mercury.
Good Company est un titre ironique de Brian May, où on peut l'entendre jouer du ukulélé, dans lequel le narrateur veut associer réussites professionnelle et amoureuse mais « finit par tout perdre ».
Bohemian Rhapsody est un titre très ambitieux qui prouve pour Freddie Mercury qu'ils peuvent vocalement « surpasser n'importe quel groupe ». Dans le texte, le narrateur avoue à sa mère qu'il vient de tuer un homme et lui demande de lui pardonner puis, dans la section opératique, il semble passer en jugement devant un chœur qui fait office de tribunal, avant de se soumettre à son destin lors du final. Les paroles de la chanson sont difficiles à interpréter, d'autant que Freddie Mercury ne s'est jamais clairement expliqué à leur sujet, mais sont pour certains de ses proches le reflet des « conflits internes de sa vie privée ». L'homme tué par le narrateur peut être considéré comme l'hétérosexualité de Freddie Mercury, qui ferait ainsi son coming out à mots couverts. Chanson dépourvue de refrain et même de structure bien définie, elle est divisée en six parties distinctes abordant des registres très variés : introduction, ballade, solo de guitare qui est « l'un des plus virtuoses et expressifs de Brian May », faux opéra aux « sonorités hors normes », hard rock et conclusion.
God Save the Queen est une version écourtée et instrumentale de l'hymne national britannique « toute en pompe et en magnificence » qui est à la fois un hommage à la monarchie britannique et une façon de la subvertir.

### Titre et pochette
Le nom de l'album, A Night at the Opera, est inspiré du titre original du film des Marx Brothers Une nuit à l'opéra (1935). C'est après une journée d'enregistrement à Rockfield que les membres du groupe sont invités par Roy Thomas Baker à regarder ce film. Tous l'adorent et son titre leur semble « très approprié » pour leur album car ils pensent que ses « accents lyriques » lui conviennent parfaitement.
La pochette est directement inspirée des Armoiries royales du Royaume-Uni et arbore en son centre le logo du groupe, un Q stylisé, autour duquel se trouvent deux fées (le signe zodiacal de Freddie Mercury est Vierge) et deux lions (signe zodiacal de Roger Taylor et de John Deacon) et surmonté d'un crabe (Brian May est Cancer) et d'un cygne, le tout sur un fond blanc. Freddie Mercury affirme au sujet de ce dessin de pochette qu'il le considère « comme une campagne publicitaire » pour l'image du groupe. L'album suivant (A Day at the Races) arbore une composition similaire sur un fond noir.

## Postérité
A Night at the Opera demeure l'album de Queen « le plus connu et le plus apprécié du public », Bohemian Rhapsody étant en particulier considérée comme « l'un des monuments de l'histoire de la musique rock ». Selon Brian May, le groupe voulait que cet album soit pour eux l'équivalent de ce que Sgt. Pepper's Lonely Hearts Club Band (1967) avait été pour les Beatles. Il figure dans le livre Les 1001 albums qu'il faut avoir écoutés dans sa vie, publié en 2006, qui met particulièrement en avant  « l'épique » Bohemian Rhapsody tout en soulignant que l'album contient aussi « des bijoux plus discrets » tels que You're My Best Friend, '39, The Prophet's Song et Love of My Life. Gilles Verlant et Thomas Caussé, dans La Discothèque parfaite de l'odyssée du rock, publiée en 2009, le décrivent comme un album « hallucinant » dont la force réside « dans les talents de compositeur des quatre membres » du groupe, et affirment que The Prophet's Song « aurait été le sommet de l'album si celui-ci n'avait pas inclus Bohemian Rhapsody ». Dans La Discothèque rock idéale 2 (2011), Philippe Manœuvre énonce que l'album présente « la palette de tout ce que peut offrir le groupe » et qu'il « établit les canons du rock épique ». En 2012, le magazine Rolling Stone le fait figurer à la 231e place de sa liste des 500 plus grands albums de tous les temps.

## Fiche technique

### Titres
| 1. | Death on Two Legs (Dedicated to…) | Freddie Mercury | 3:43 |
| 2. | Lazing on a Sunday Afternoon      | Freddie Mercury | 1:08 |
| 3. | I'm in Love with My Car           | Roger Taylor    | 3:05 |
| 4. | You're My Best Friend             | John Deacon     | 2:50 |
| 5. | '39                               | Brian May       | 3:25 |
| 6. | Sweet Lady                        | Brian May       | 4:01 |
| 7. | Seaside Rendezvous                | Freddie Mercury | 2:13 |

| 1. | The Prophet's Song                | Brian May       | 8:17 |
| 2. | Love of My Life                   | Freddie Mercury | 3:38 |
| 3. | Good Company                      | Brian May       | 3:26 |
| 4. | Bohemian Rhapsody                 | Freddie Mercury | 5:59 |
| 5. | God Save the Queen (Instrumental) | -               | 1:11 |

| 13. | I'm in Love with My Car (1991 Bonus remix par Mike Shipley) | 3:28 |
| 14. | You're My Best Friend (1991 Bonus remix par Matt Wallace)   | 2:52 |

| 1. | Keep Yourself Alive (Long-Lost Retake, juin 1975)                                                             | Brian May       | 4:04 |
| 2. | Bohemian Rhapsody (Operatic Section A-cappella Mix)                                                           | Freddie Mercury | 1:03 |
| 3. | You're My Best Friend (Backing Track Mix)                                                                     | John Deacon     | 2:57 |
| 4. | I'm in Love with My Car (Guitar & Vocal Mix)                                                                  | Roger Taylor    | 3:18 |
| 5. | '39 (Live at Earl's Court, juin 1977)                                                                         | Brian May       | 3:46 |
| 6. | Love of My Life (South American Live Single, juin 1979 . Recorded at Festhalle Frankfurt on 2 February 1979.) | Freddie Mercury | 3:43 |

| 7. | Bohemian Rhapsody (No Flames Original Version) |  |
| 8. | Seaside Rendezvous (30th Anniversary 2005)     |  |
| 9. | Love of My Life (Live at Milton Keynes '82)    |  |

### Crédits
| - Freddie Mercury : chant, chœurs, piano - Brian May : guitares électrique et acoustique, ukulélé, koto, harpe, chant, chœurs - John Deacon : basse, piano électrique Wurlitzer, contrebasse - Roger Taylor : batterie, percussions, guitare électrique, chant, chœurs | - Roy Thomas Baker : producteur - Mike Stone : ingénieur du son - Gary Lyons : ingénieur du son - John Harris : gestionnaire des équipements - David Costa : directeur artistique - John Reid : manager |

### Album
Classements hebdomadaires
| Pays                                | Durée du classement | Meilleure position | Date             |
| ----------------------------------- | ------------------- | ------------------ | ---------------- |
| Allemagne (Media Control AG)        | 6 semaines          | 5e                 | 15 février 1976  |
| Australie (Kent Music Report)       | ?                   | 1er                | ?                |
| Autriche (Ö3 Austria Top 40)        | 7 semaines          | 9e                 | 15 mars 1976     |
| Canada (RPM Top Albums)             | 63 semaines         | 2e                 | 1er mai 1976     |
| États-Unis (Billboard 200)          | 57 semaines         | 4e                 | 17 avril 1976    |
| France (Top 100)                    | 46 semaines         | 11e                | 18 novembre 2005 |
| Japon (Oricon)                      | ?                   | 9e                 | ?                |
| Norvège (VG-lista)                  | 21 semaines         | 4e                 | 19 janvier 1976  |
| Nouvelle-Zélande (RMNZ album Top40) | 51 semaines         | 1er                | 12 mars 1976     |
| Pays-Bas (Mega Album Top 100)       | 32 semaines         | 1er                | 10 janvier 1976  |
| Royaume-Uni (UK Albums Chart)       | 72 semaines         | 1er                | 27 décembre 1975 |
| Suède (Sverigetopplistan)           | 9 semaines          | 10e                | 9 janvier 1976   |

| Pays                 | Durée du classement | Meilleure position | Date             |
| -------------------- | ------------------- | ------------------ | ---------------- |
| Espagne (Promusicae) | 7 semaines          | 55e                | 12 février 2012  |
| Italie (FIMI)        | 41 semaines         | 33e                | 21 décembre 2005 |

| Pays           | Durée du classement | Meilleure position | Date       |
| -------------- | ------------------- | ------------------ | ---------- |
| Portugal (AFP) | 4 semaines          | 23e                | 7 mai 2007 |

| Pays                    | Durée du classement | Meilleure position | Date              |
| ----------------------- | ------------------- | ------------------ | ----------------- |
| Belgique (V) (Ultratop) | 24 semaines         | 96e                | 10 septembre 2011 |
| Belgique (W) (Ultratop) | 44 semaines         | 59e                | 9 mars 2019       |

| Pays                         | Durée du classement | Meilleure position | Date            |
| ---------------------------- | ------------------- | ------------------ | --------------- |
| Suisse (Schweizer Hitparade) | 8 semaines          | 69e                | 17 février 2019 |

Certifications
| Pays                    | Certification           | Ventes      | Date              |
| ----------------------- | ----------------------- | ----------- | ----------------- |
| Allemagne (BVMI)        | Platine                 | 500 000 +   | 1993              |
| Argentine (CAPIF)       | Platine                 | 60 000 +    | 1er août 1987     |
| Autriche (IFPI Austria) | Or                      | 25 000 +    | 20 janvier 1993   |
| Canada (Music Canada)   | Platine                 | 100 000 +   | 1er décembre 1976 |
| États-Unis (RIAA)       | Disque de certification | 3 000 000 + | 14 novembre 2022  |
| Finlande (IFPI Finland) | Or                      | 20 000 +    | 1981              |
| Italie (FIMI)           | Platine                 | 80 000 +    | 2021              |
| Japon (RIAJ)            | Or                      | 150 000 +   | ?                 |
| Pologne (ZPAV)          | 2 × Platine             | 40 000 +    | 8 juillet 2009    |
| Royaume-Uni (BPI)       | Platine                 | 300 000 +   | 1er janvier 1976  |

### Ouvrages
- Mark Blake (trad. de l'anglais), Queen : Toute l'histoire, Rosières-en-Haye, Camion blanc, 2012, 652 p. (ISBN 978-2-35779-201-2)

1. ↑  Blake 2012, p. 161
2. ↑  Blake 2012, p. 216
3. ↑  Blake 2016, p. 249
4. ↑  Blake 2012, p. 274
5. 1 2  Blake 2012, p. 276
6. 1 2  Blake 2012, p. 278
7. ↑  Blake 2012, p. 282-283
8. ↑  Blake 2012, p. 284
9. ↑  Blake 2012, p. 285
10. ↑  Blake 2012, p. 286-287
11. ↑  Blake 2012, p. 287
12. ↑  Blake 2012, p. 288-289
13. 1 2 3  Blake 2012, p. 298
14. ↑  Blake 2012, p. 290
15. ↑  Blake 2012, p. 291
16. 1 2  Blake 2012, p. 292
17. ↑  Blake 2012, p. 302
18. ↑  Blake 2012, p. 304
19. ↑  Blake 2012, p. 294-295
20. ↑  Blake 2012, p. 314
21. ↑  Blake 2012, p. 299
22. 1 2 3  Blake 2012, p. 301
23. ↑  Blake 2012, p. 307
24. 1 2  Blake 2012, p. 288

- Phil Sutcliffe (trad. de l'anglais), Queen : Les Rois du rock, Vanves, E/P/A, 2016, 296 p. (ISBN 978-2-85120-884-2)

1. ↑  Sutcliffe 2016, p. 23
2. ↑  Sutcliffe 2016, p. 27
3. ↑  Sutcliffe 2016, p. 27-28
4. ↑  Sutcliffe 2016, p. 36
5. ↑  Sutcliffe 2016, p. 40
6. ↑  Sutcliffe 2016, p. 53
7. ↑  Sutcliffe 2016, p. 56
8. 1 2 3 4 5  Sutcliffe 2016, p. 58
9. ↑  Sutcliffe 2016, p. 74
10. 1 2  Sutcliffe 2016, p. 62
11. ↑  Sutcliffe 2016, p. 62-63
12. 1 2 3 4 5 6 7 8  Sutcliffe 2016, p. 63
13. 1 2 3  Sutcliffe 2016, p. 275
14. ↑  Sutcliffe 2016, p. 72
15. 1 2 3  Sutcliffe 2016, p. 87
16. ↑  Sutcliffe 2016, p. 282
17. ↑  Sutcliffe 2016, p. 92
18. 1 2  Sutcliffe 2016, p. 83
19. 1 2  Sutcliffe 2016, p. 98
20. 1 2 3  Sutcliffe 2016, p. 80
21. 1 2 3 4 5  Sutcliffe 2016, p. 81

- Marie Berginiat et Nick Braae, Queen la discographie : Une approche musicale, Rosières-en-Haye, Camion blanc, 2016, 231 p. (ISBN 978-2-35779-826-7)

1. ↑  Berginiat et Braae 2016, p. 55
2. ↑  Berginiat et Braae 2016, p. 69
3. ↑  Berginiat et Braae 2016, p. 57
4. ↑  Berginiat et Braae 2016, p. 57-58
5. ↑  Berginiat et Braae 2016, p. 58
6. ↑  Berginiat et Braae 2016, p. 59
7. ↑  Berginiat et Braae 2016, p. 60
8. 1 2  Berginiat et Braae 2016, p. 60-61
9. ↑  Berginiat et Braae 2016, p. 61-62
10. ↑  Berginiat et Braae 2016, p. 62-63
11. ↑  Berginiat et Braae 2016, p. 64
12. ↑  Berginiat et Braae 2016, p. 64-65
13. 1 2 3 4  Berginiat et Braae 2016, p. 65-67
14. ↑  Berginiat et Braae 2016, p. 68-69
15. ↑  Berginiat et Braae 2016, p. 53

- (en) Georg Purvis, Queen : Complete Works, Titan Books, 2018, 544 p. (ISBN 978-1-78909-049-9)

1. ↑  Purvis 2018, p. 40
2. 1 2  Purvis 2018, p. 352
3. ↑  Purvis 2018, p. 215-216
4. ↑  Purvis 2018, p. 245

- Autres ouvrages

1. 1 2  Philippe Manœuvre, La Discothèque rock idéale 2, Paris, Albin Michel, 2011, 221 p. (ISBN 978-2-226-20807-1), p. 124
2. ↑  (en) Colin Larkin, Encyclopedia of Popular Music, Omnibus Press, 2011, 1600 p. (ISBN 978-0-85712-595-8 et 0-85712-595-8, lire en ligne)
3. ↑  Robert Dimery (trad. de l'anglais), Les 1001 albums qu'il faut avoir écoutés dans sa vie : rock, hip hop, soul, dance, world music, pop, techno, Paris, Flammarion, 2006, 959 p. (ISBN 2-08-201539-4), p. 351
4. ↑  Gilles Verlant et Thomas Caussé, La Discothèque parfaite de l'odyssée du rock, Presses de la Cité, 2009, 381 p. (ISBN 978-2-258-08007-2 et 2-258-08007-X), p. 134
5. 1 2  (ja) Album Chart-Book Complete Edition 1970~2005, Orikonmāketingupuromōshon, 2006, 891 p. (ISBN 4-87131-077-9)

### Articles de presse
1. 1 2  (en) Harry Doherty, « Queen's Crowning Glory », Melody Maker,‎ 22 novembre 1975
2. 1 2  (en) Tony Stewart, « A Night at the Opera », New Musical Express,‎ 22 novembre 1975, p. 21
3. 1 2  (en) Paul Rees, « Royal Flush », Q, no 235,‎ février 2006, p. 108
4. 1 2  (en) Ray Fox-Cumming, « Queen's Operatic Outing », Record Mirror,‎ 15 novembre 1975, p. 40
5. 1 2  (en) David Cavanagh, « QUEEN - THE FIRST FIVE ALBUMS - Uncut », Uncut,‎ mars 2011, p. 91 (www.uncut.co.uk/reviews/album/queen-the-first-five-albums)
6. ↑  Christophe Caprin, « A Night at the Opera », Hard Rock Magazine, no HS Queen,‎ décembre 1993, p. 26

### Autres sources
1. 1 2  (en) Stephen Thomas Erlewine, « A Night at the Opera - Queen - Songs, Reviews, Credits », sur AllMusic (consulté le 26 avril 2019)
2. 1 2  (en) Robert Christgau, « Robert Christgau: CG: queen », sur www.robertchristgau.com (consulté le 26 avril 2019)
3. 1 2  (en) Dominique Leone, « Queen: Reissues Album Review - Pitchfork », sur www.pitchfork.com (consulté le 26 avril 2019)
4. 1 2  (en) AJ Ramirez, « In the Lap of the Gods: The First Five Queen Albums - PopMatters », sur www.popmatters.com (consulté le 26 avril 2019)
5. 1 2  (en) Kris Nicholson, « A Night at the Opera », sur Rolling Stone, 8 avril 1976 (consulté le 3 mai 2019)
6. 1 2  (en) Necrotica, « Queen - A Night at the Opera (album review 3) », sur www.sputnikmusic.com (consulté le 26 avril 2019)
7. ↑  (en) « 500 Greatest Albums of All Time », sur Rolling Stone (consulté le 3 mai 2019)
8. ↑  (de) « Offizielle Deutsche Charts - Suchen Nach Queen », sur offiziellecharts.de (consulté le 4 mai 2019)
9. ↑  (de) austriancharts.at/queen/albums/a night at the opera
10. ↑  (en) bac-lac.gc.ca/Rpm/search database/a night at the opera/top albums
11. ↑  (en) billboard.com/ /chart history/billboard 200
12. ↑  infodisc.fr/détail par artiste/queen
13. ↑  (en) norwegiancharts.com/queen/albums/a night at the opera
14. ↑  (en) charts.nz/queen/albums/a night at the opera
15. ↑  (nl) adutchcharts.nl/queen/albums/a night at the opera
16. ↑  (en) officialcharts.com/archives/queen/albums
17. ↑  (en) swedishcharts.com/queen/albums/a night at the opera
18. ↑  (en) spanishcharts.com/queen/albums/a night at the opera
19. ↑  (en) italiancharts.com/queen/albums/a night at the opera
20. ↑  (en) portuguesecharts.com/queen/albums/a night at the opera
21. ↑  (nl) ultratop.be/nl/queen/albums/a night at the opera
22. ↑  ultratop.be/fr/queen/albums/a night at the opera
23. ↑  (de) hitparade.ch/queen/albums/a night at the opera
24. ↑  (de) musikindustrie.de/gold-platin/databank suchen/queen consulté le 3 juin 2022
25. ↑  (es) « Disco de oro y platino », sur capif.org.ar (consulté le 3 juin 2022)
26. ↑  (de) ifpi.at/goldplatin/suchen/queen/a night at the opera consulté le 03 juin 2022
27. ↑  (en) musiccanada.com/gold platinum/search consulté le 3 juin 2022
28. ↑  (en) riaa.com/gold-platinum/search/a night at the opera consulté le 3 juin 2022
29. ↑  (fi) ifpi.fi/Kulta- ja platinalevyt - Artistit/queen consulté le 3 juin 2022
30. ↑  (it) fimi.it/Certificazioni/filtra/queen/albums/tutti gli anni consulté le 3 juin 2022
31. ↑  (pl) « ZPAV :: Bestsellery i wyróżnienia - Wyróżnienia - Platynowe płyty CD - Archiwum », sur bestsellery.zpav.pl (consulté le 3 juin 2022)
32. ↑  (en) BPI.co.uk/certified-awards/search/a night at the opera  consulté le 3 juin 2022